# Energetika
Az energetika a gépészeti tudományoknak azon ága, amely az energiaigények ellátásának globális és lokális kérdéseivel foglalkozik, figyelembe véve azok társadalmi, stratégiai, ellátás-biztonsági, környezetvédelmi, fenntarthatósági, gazdasági hatását, gazdaságosságát, illetve a rendelkezésre álló műszaki megoldásokat.
Az energetika gépészeti részéhez kapcsolódó fő szakterületek a műszaki hőtan és áramlástan. Az energiatermelés berendezései közé tartoznak az erőgépek (áramlástechnikai erőgépek és hőerőgépek), illetve a hőenergia termelés gépei.